# Râul Valea Neagră, Dobârlău
- Pentru alte râuri cu nume omonime, vedeți pagina Râul Valea Neagră (dezambiguizare).

Râul Valea Neagră este un râu afluent al râului Dobârlău. 

## Generalități
Râul Valea Neagră, Dobârlău, nu are afluenți semnificativi și nici nu trece prin vreo localitate.